# رئيس وزراء أستراليا
رئيس الوزراء الأسترالي هو رئيس الحكومة الأسترالية والوزير الأقدم للتاج، وأيضاً رئيس لجنة الأمن الوطني. وعلى الرغم من أن هذا المنصب لم يُذكر في الدستور الأسترالي لكنه موجود في العُرف والتقاليد السياسية الأسترالية الراسخة والعريقة. ويعين رئيس الوزراء بتكليف من الحاكم العام لأستراليا ورغبته وفقاً للدستور.
وفي الغالب ووفقاً لما هو متعارف عليه، يجري اختيار رئيس الوزراء من حزب الأغلبية أو أكبر حزب في ائتلاف الأحزاب بمجلس النواب الأسترالي، ويستمر في المنصب طالما يثقون به. ويزعم بعض المعلقين أن الحاكم العام بإمكانه أن يقيل رئيس الوزراء إذا لم يستطع أن يمرر مشروع قانون إمداد الحكومة إلى مجلسي البرلمان، بما في ذلك مجلس الشيوخ الأسترالي والذي عادة لا تحظى فيه الحكومة بدعم الأغلبية، وذلك كما حدث في الأزمة الدستورية في أستراليا 1975. في حين أن بعض المعلقين الأخرين يزعمون أن الحاكم العام قد تصرف على نحو غير سليم في العام 1975 عندما لم يحظ بثقة مجلس النواب، حيث لا يوجد ضمن الأعراف المقبولة ما يوجه صلاحيات الحاكم الاحتياطية في مثل تلك الظروف. وأيضاً لا يوجد أي شرط دستوري ينص على أن يكون رئيس الوزراء مشترِكاً في مجلس النواب أو حتى عضواً في البرلمان الإتحادي الأسترالي (وفقاً لفترة الثلاث شهور المنصوص عليها في الدستور)، رغم أن هذا هو الحال دائماً طبقاً للعُرف. الحالة الوحيدة التي عين فيها عضوٌ من مجلس الشيوخ رئيساً للوزراء كان جون جورتون، الذي استقال بعد ذلك من منصبه في مجلس الشيوخ وانتُخب عضواً في مجلس النواب (كان السناتور جورج بيرس يتولى منصب رئيس الوزراء لمدة سبعة أشهر في عام 1916 بينما بيلي هيوز كان في الخارج؛ وبالمثل السيناتور ماتياس كورمان لبضعة أيام في شباط/فبراير 2018 بينما كان مالكولم تورنبول في الخارج)
وتولى مالكوم تيرنبول منصب رئيس الوزراء منذ 15 أيلول/سبتمبر عام 2015. وقد فُوض لذلك المنصب بعد أن حل محل توني أبوت كزعيم للحزب الليبرالي الأسترالي، الحزب المهيمن في حكومة الائتلاف، وذلك بعد نتيجة إقتراع القيادة الليبرالية في أيلول/سبتمبر 2015.

## الأساس الدستوري والتعيين

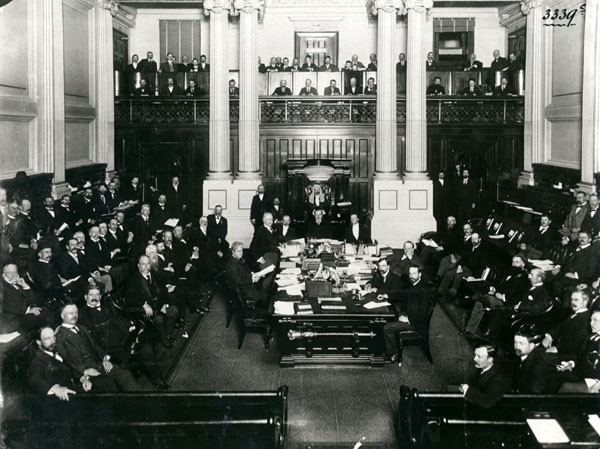
رئيس الوزراء الأسترالي ادموند بارتون علي الطاولة المركزية في مجلس النواب في عام 1901.

. يتم تعين رئيس الوزراء أستراليا من قبل الحاكم العام لأستراليا بموجب المادة 64 من الدستور الأسترالي مما يمنح الحاكم العام الممثل الرسمي للعاهل لتعين وزراء الدولة في الحكومة ويتطلب منهم أن يكونوا أعضاء في مجلس النواب أو مجلس الشيوخ أو تصبح أعضاء في غضون ثلاثة أشهر من الموعد. رئيس الوزراء وأمين الصندوق الأسترالي هم عادة أعضاء في المجلس لكن الدستور لا يحتوي على مثل هذا الطلب.	قبل أن يؤدي اليمين كوزير للتاج يجب أن يؤدي الشخص أولا اليمين كعضو في المجلس التنفيذي الأتحادي إذا لم يكونوا أعضاء بالفعل، عضوية المجلس التنفيذي الاتحادي يخول العضو لأسلوب الشرفاء للحياة دون ظروف استثنائية، يشكل كبار أعضاء المجلس التنفيذي مجلس وزراء استراليا.
رئيس الوزراء مثل الوزراي الاخرين الذين يؤدون اليمين الدستوري عادة من قبل الحاكم العام ثم قدم مع اللجنة (خطابات براءة تمليك)، عندما هزم في الانتخابات يقال أن رئيس الوزراء *يد في اللجنة* وبالفعل فعل ذلك عن طريق اعادتة الي الحاكم العام. في حالة وفاة رئيس الوزراء في منصبه أو أن يصبح عاجز أو لأسباب أخرى يمكن للمحافظ العام انهاء اللجنة	الوزراء يشغلون مناصبهم خلال متعة الحاكم العام (م.64 لدستور أستراليا) وفقا لذلك نظريا يمكن لأي حاكم عام طرد الوزير في أي وقت، عن طريق اخطارهم كتابيا بانهاء تفويضهم لكن قوتهم في الفعل هي اتفاقية محدودة للغاية.
على الرغم من اهمية منصب رئيس الوزراء فأن الدستور لا يذكر المنصب بأسمه، كان يعتقد أن اتفاقيات نظام وستمنستر كانت راسخة بشكل كاف في أستراليا من قبل مؤلفي الدستور الذي اعتبرت أنه من غير الضروري تفصيلها.	كان العنوان الرسمي لمنصب الوزير ببساطة *رئيس الوزراء* باستثناء فترة وزارة ديكن الرابعة (يونيو 1909 حتي أبريل 1910) عندما كان يعرف بأسم رئيس الوزراء (دون منصب الوزير).
إذا لم تتمكن الحكومة من الحصول علي تشريع التخصيص الذي اعتمدة مجلس النواب أو المجلس مرر تصويت *حجب الثقة* في الحكومة، يلتزم رئيس الوزراء باتفاقية لابلاغ الحاكم العام علي الفور بحل مجلس النواب واجراء انتخابات جديدة.
بعد الاستقالة في ظروف أخرى أو في حالة وفاة رئيس الوزراء سيعين الحاكم العام بصفة عامة كرئيس وزراء. كانت هناك أربعة استثناءات ملحوظة:
عندما توفي جوزيف ليونز رئيس الوزراء وزعيم الدولة المتحدة فجاة في نيسان / أبريل 1939، دعا الحاكم العام اللورد جوري ايرلي باج ليصبح رئيس الوزراء المؤقت باج كان زعيم الحزب الاصغر في الائتلاف الحاكم، الحزب الوطني الأسترالي
وشغل المنصب لمدة ثلاثة اسابيع حتي انتخب حزب أستراليا الموحد قائدا جديدا وهو روبرت مينزيس.
وباستثناء الفترات الانتقالية القصيرة خلال التغييرات في الانتخابات الحكومية أو القيادية، لم يكن هناك سوي عدد قليل من الحالات التي كان فيها شخص آخر غير زعيم حزب الاغلبيه في مجلس النواب رئيسا للوزراء:
- حدث الاتحاد في 1 كانون الثاني/يناير 1901، ولكن لم يكن من المقرر إجراء انتخابات البرلمان الأول الا في أواخر آذار/مارس. وفي غضون ذلك، كان من الضروري وجود حكومة مؤقته غير منتخبه. وفي ما يعرف الآن باسم «خطا هوب تورن»، وجه الحاكم العام، اللورد هوب تورن، الدعوة إلى السير ويليام لاين، رئيس الدولة الأكثر ازدحاما بالسكان في نيو ساوث ويلز، لتشكيل حكومة. ولم يتمكن من القيام بذلك وعاد إلى اللجنة لصالح ادموند بارتون الذي أصبح أول رئيس للوزراء وقاد الحكومة الافتتاحية إلى الانتخابات وما بعدها.
- وخلال البرلمان الثاني، كان لثلاثه أطراف (التجارة الحرة والحمائية والعمل) تمثيل متساو تقريبا في مجلس النواب. وقد عمل قاده الأحزاب الثلاثة، الفريد دياكين، وجورج ريد، وكريس واتسون رئيسا للوزراء قبل ان يفقدوا الثقة في التصويت.
- ونتيجة لانقسام حزب العمل علي التجنيد، طرد بيلي هيوز وأنصاره من حزب العمل في تشرين الثاني/نوفمبر 1916. واستمر بعد ذلك بوصفه رئيسا للوزراء علي راس حزب العمل الوطني الجديد، الذي لم يتجاوز عدد أعضائه 14 عضوا من مجموع 75 في مجلس النواب. وقدمالحزب الليبرالي للكومنولث-رغم انه لا يزال يشكل المعارضة الرسمية-الثقة والعرض حتى شباط/فبراير 1917، عندما اتفق الطرفان علي الاندماج وتشكيل الحزب القومي
- وخلال الأزمة الدستورية في أستراليا 1975، في 11 تشرين الثاني/نوفمبر 1975، أقال الحاكم العام، السير جون كير، حزب العمل السيد غوف وايتلام رئيسا للوزراء. وعلى الرغم من ان حزب العمل كان يشغل اغلبيه في مجلس النواب، فقد عين كير زعيم المعارضة والزعيم الليبرالي مالكولم فريزر رئيسا للوزراء المؤقتين، واشترط عليه تمرير فواتير التوريد الحكومية لشركه وايتلام من خلال مجلس الشيوخ الدعوة لاجراء انتخابات لمجلسي البرلمان. وقد قبل فريزر هذه الشروط ونصح فورا بحل مزدوج. وتمت الدعوة إلى إجراء انتخابات في 13 كانون الأول/ديسمبر، فاز فيها الحزب الليبرالي بنفسه (على الرغم من ان الليبراليين حكموا في تحالف مع البلد الطرف)

## الصلاحيات والمهام

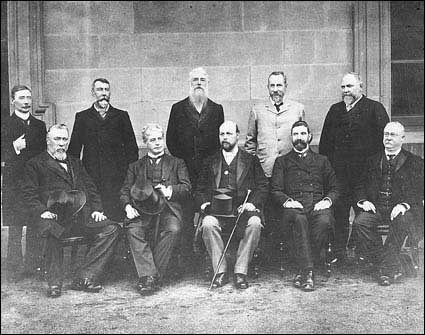
أول رئيس وزراء لأستراليا، إدموند بارتون (يجلس الثاني من اليسار)، مع وزارته ,1901.

تستمد معظم سلطات رئيس الوزراء من رئاسة الحكومة. من الناحية العملية، سيعمل المجلس التنفيذي الاتحادي على مصادقة جميع القرارات التي يتخذها مجلس الوزراء وستتطلب قرارات مجلس الوزراء دوما دعم رئيس الوزراء. سلطات الحاكم العام التي تضمن منح الموافقة الملكية للتشريع، وحل البرلمان وتذكيته، والدعوة إلى إجراء الانتخابات وإجراء التعيينات تتم بمقتضى مشورة رئيس الوزراء.
رئيس الوزراء هو أيضا الوزير المسئول عن إدارة مجلس الوزراء، وهو المكلف بدعم جدول أعمال السياسات لرئيس الوزراء ومجلس الوزراء من خلال المشورة في مجال السياسات وتنسيق تنفيذ البرامج الحكومية الرئيسية، لإدارة السكان الأصليين وسياسة وبرامج جزر مضيق توريس وتعزيز المصالحة. هذا بجانب توفير القيادة للخدمة العامة الأسترالية إلى جانب لجنة الخدمة العامة الأسترالية، والإشراف على التكريم والرموز الخاصة بالكومنولث. وتقديم الدعم للاحتفالات والزيارات الرسمية لتعيين الحكومة السياسة جميعها لتقديم الخدمات. وتنسيق الأمن القومي، والإلكترونيات، ومكافحة الإرهاب، والإصلاح التنظيمي، والمدن، والسكان، والبيانات، وسياسة المرأة.
تقع السلطة الرسمية لتعيين الحاكم العام على عاتق ملكة أستراليا، ولكن هذا التعيين يتم بناء على نصيحة رسمية من رئيس الوزراء. من خلال الاتفاقية، يتم تقديم هذه النصيحة من قبل رئيس الوزراء وحده، وبالتالي فإن التعيين هو الخيار الشخصي لرئيس الوزراء بشكل فعال. كما يجوز لرئيس الوزراء أن ينصح الملك بإقالة الحاكم العام، على الرغم من أنه لا يزال غير واضح مدى سرعة تصرف الملك على هذه النصيحة في الأزمة الدستورية. كانت حالة عدم اليقين هذه، وإمكانية «العرق» بين الحاكم العام ورئيس الوزراء لإقالة الآخر، مسألة أساسية في الأزمة الدستورية في أستراليا 1975.
تخضع سلطة رئيس الوزراء لعدد من القيود. ومن المتوقع أن ينصح رؤساء الوزراء الذين تم عزلهم كزعيم لحزبهم، أو الذين تفقد حكومتهم تصويتاً في اقتراح حجب الثقة
في مجلس النواب، عن انتخاب مجلس النواب أو الاستقالة من منصبهم. إذا فشلوا في القيام بذلك سيتم فصلهم من قبل الحاكم العام. [11]
سيكون لحزب رئيس الوزراء عادة أكثرية في مجلس النواب وانضباط الحزب قوي بشكل استثنائي في السياسة الأسترالية، لذا فإن تمرير تشريع الحكومة من خلال مجلس النواب هو إجراء شكلي في الغالب. يمكن أن يكون الحصول على دعم مجلس الشيوخ أكثر صعوبة لأن الحكومة عادة ما تفتقر إلى الأغلبية المطلقة لأن تمثيل مجلس الشيوخ يعتمد على النسبة الكلية للأصوات وغالبا ما يشمل الأحزاب الصغيرة. 

## امتيازات المكتب

### الراتب
| التاريخ الفعلي    | الراتب    |
| ----------------- | --------- |
| 2 يونيو 1999      | $289,270  |
| 6 سبتمبر 2006     | $309,270  |
| 1 يوليو 2007      | $330,356  |
| 1 أكتوبر 2009     | $340,704  |
| [12] 1 أغسطس 2010 | $354,671  |
| [13] 1 يوليو 2011 | $366,366  |
| 1 ديسمبر 2011     | $440,000  |
| 15 مارس 2012      | $481,000  |
| [14] 1 يوليو 2012 | $495,430  |
| [15] 1 يوليو 2013 | $507,338  |
| [16] 1 يناير 2016 | $517,504  |
| [17] 1 يوليو 2017 | $ 527,852 |

 في 1 يوليو 2017، قامت محكمة التعويضات التابعة للحكومة الأسترالية بتعديل راتب رئيس الوزراء، ورفعه إلى المبلغ الحالي البالغ 522,852 دولار. 

### البدلات
أثناء وجود رئيس الوزراء في منصبه، كان لديه مسكنين رئيسيين. المسكن الأول هو لودج (لوج ‏) في كانبرا. اختار معظم رؤساء الوزراء the lodge كمكان إقامتهم الرئيسي بسبب مرافقه الامنية وقربه من مبني البرلمان. كان هناك بعض الاستثناءات ومع ذلك فضل جيمس سكولين العيش في فندق كانبرا (الآن فندق حياة) وعاش بن تشيفلي في فندق Kurrajong. وفي الآونة الاخيرة، استخدم جون هوارد مقر رئيس الوزراء في سيدني، كيريبلي هاوس Kirribilli House، كمكان إقامة رئيسي له. في ميعاد تعيين جوليا غيلارد في 24 يونيو عام 2010، قالت انها لن تعيش في the lodge حتي يتم إعادتها الي المكتب عن طريق التصويت الشعبي في الانتخابات العامة القادمة. (أصبحت رئيسة وزراء في منتصف المدة بعد استبدال شاغل الوظيفة، كيفن رود، الذي استقال في مواجهة اقتراع احزاب لا يمكن الفوز بها). خلال فترة رئاسة رود الاولي، كان لديه طاقم عمل في the lodge يتكون من كبير الطهاة ومساعد رئيس الطهاة، ومقدم الرعاية للاطفال، وموظف كبير في أحد المنازل، واثنين من المرافقين الصغار. في كيريبلي هاوس في سيدني، هناك طاه وخادم بدوام كامل. إن المساكن الرسمية مملوءة بالكامل ومزودة بالطعام لكل من رئيس الوزراء واسرهم. بالإضافة إلي ذلك، يحتوي كلاهما علي مرافق أمنية واسعة النطاق. تستخدم هذه المناطق بالنتظام للترفيه الرسمي مثل حفلات الاستقبال الأسترالي في نهاية العام.
يستقبل رئيس الوزراء عددا من وسائل المواصلات للاعمال الرسمية. ينقل السرب رقم 34 السلاح الجوي الملكي الأسترالي
رئيس الوزراء داخل أستراليا وخارجها من خلال طائرات بوينغ التجارية المحولة خصيصا وطتئرا تشالنجر الصغيرة. تحتوي الطائرة علي معدات اتصالات آمنة بالإضافة إلي مكتب وغرفة مؤتمرات ومقصورات للنوم. ان علامة الاتصال للطائرة هي «اينفوي» "Envoy". أما بالنسبة للسفر البري، يتم نقل رئيس الوزراء في طراز BMW 7 Series. يشار إليها باسم "C-1 " تأو كومنولث وان "Commonwealth One" بسبب لوحة ترخيصها. تتم مرافقتها من قبل سيارات الشرطة من السلطات الحكومية والفيدرالية.

### بعد المنصب
عادة ما يمنح رؤساء الوزراء امتيازات مهنية بعد تركهم المنصب مثل الإقامة المكتبية ومساعدة الموظفين وممر لايف جولد الذي يمنج حامله السفر داخل أستراليا لاغراض «غير تجارية» علي نفقة الحكومة.
 إن رئيس وزراء واحد فقط الذي ترك الرلمان الفيدرالي عاد. هزم ستانلي بروس في مقعده الخاص عام 1929 عندما كان رئيس وزراء، ولكن أعيد انتخابه في البرلمان عام 1931. تم انتخاب رؤساء وزراء اخرين في الربلمانات غير البرلمان الفيدرالي الأسترالي: تم انتخاب السير جورج ريد في مجلس العموم (بعد فترة ولايته كمفوض سامي في الممكلة المتحدة). أعيد انتخاب فرانك فوردي في برلمان كوينزلاند (بعد منصبه كمفوض سامي في كندا ومحاولة
فاشلة للعودة إلي البرلمان الفيدرالي). 

## القائم بأعمال رئيس الوزراء المؤقت
يطالب من رؤساء الوزراء من وقت لآخر مغادرة البلد علي أساس أعمال حكومية ويتولي النائب منصبه في مكانه خلال تلك الفترة. في الأيام التي سبقت الطائرات النفاثة، يمكن ان يكون حالات الغياب تمتد لفترات طويلة. على سبيل المثالن كان وليام وات يتولي منصب رئيس الوزراء لمدة 16 شهر، من أبريل عام 1918 حتي أغسطس عام 1919 عندما ذهب رئيس الوزراء بيلي هيوز في مؤتمر باريس للسلام. وعمل السناتور جورج بيرس رئيسا للوزراء لأكثر من سبعة أشهر في عام 1916. كما يتم تعيين رئيس للوزراء بالوكالة عندما يأخذ رئيس الوزراء إجازة. يصبح نائب رئيس الوزراء في الغالب رئيسا للوزراء بالنيابة في تلك الظروف. 
وقد توفي ثلاثه رؤساء وزراء اثناء توليهم الوزارة-- جوزيف ليون (1939)، وجون كيرتن (1945) وهارولد هولت (1967) وقد استقال وروبرت مينزيس كرئيس للوزراء في (1941) وفي كل من هذه الحالات أصبح نائب رئيس الوزراء (منصب غير رسمى في ذلك الوقت) رئيس مؤقت للوزراء، في انتظار انتخاب زعيم جديد من حزب الحكومة.ولم ينجح رئيس الوزراء المؤقت في أي من هذه الحالات في الانتخابات اللاحقة. 

## رؤساء الوزراء السابقين
اعتبارا من أبريل 2018، هناك ستة رؤساء وزراء أستراليين على قيد الحياة
|  |  |  |  |  |  |

•	كان أكبر عدد من رؤساء الوزراء السابقين الذين على قيد الحياة ثمانية.و حدث هذا مرتين:
- •	بين 7 أكتوبر 1941 (عندما خلف جون كرتن آرثر فادن) و 18 نوفمبر 1941 (عندما توفي كريس واتسون)، كان رؤساء الوزراء السابقين الثمانية الذين على قيد الحياة هم بروس، كوك، فادن، هيوز، مينزيس، بيج، سكولين وواتسون.
- •	بين 13 يوليو 1945 (عندما خلف بن شيفلي فرانك فوردي) و 30 يوليو 1947 (عندما توفي السير جوزيف كوك)، كان رؤساء الوزراء السابقين الثمانية الذين على قيد الحياة بروس، كوك، فادن، فورد، هيوز، مينزيس، بيج، وسكولين.

•	من بين رؤساء الوزراء الآخرين، توفي بن شيفلي بعد عام واحد وستة أشهر فقط من مغادرته رئاسة الوزراء وعاش ألفريد ديكن آخر تسع سنوات وخمسة أشهر. [24]
•	عاش جميع الآخرين عشر سنوات أخرى على الأقل. بعد ترك مناصبهم عاش تسعة منهم (بروس، كوك، فادن، فوردي، فريزر، جورتون، هيوز، واتسون، وويتلام) أكثر من 25 عامًا بعد ترك الوزارة، وقد نجا جميعهم باستثناء واحد منهم الذي عاش لأكثر من 30 عامًا (عاشت هيوز لمدة 29 عامًا سنوات و 8 أشهر بعد الخدمة). وبوب هوك، الذي ما زال حيا، حتى عام 2017، عاش أيضا بعد 25 سنة من انتهاء فترة رئاسته للوزراء
•	كان الأطول عمرًا غوف ويتلام، الذي عاش 38 عاما و11 شهرا بعد المنصب، متجاوزا الرقم القياسي السابق لستانلي بروس البالغ 37 عاما و 10 أشهر بعد مغادرة المكتب. [25]

## الأعمار

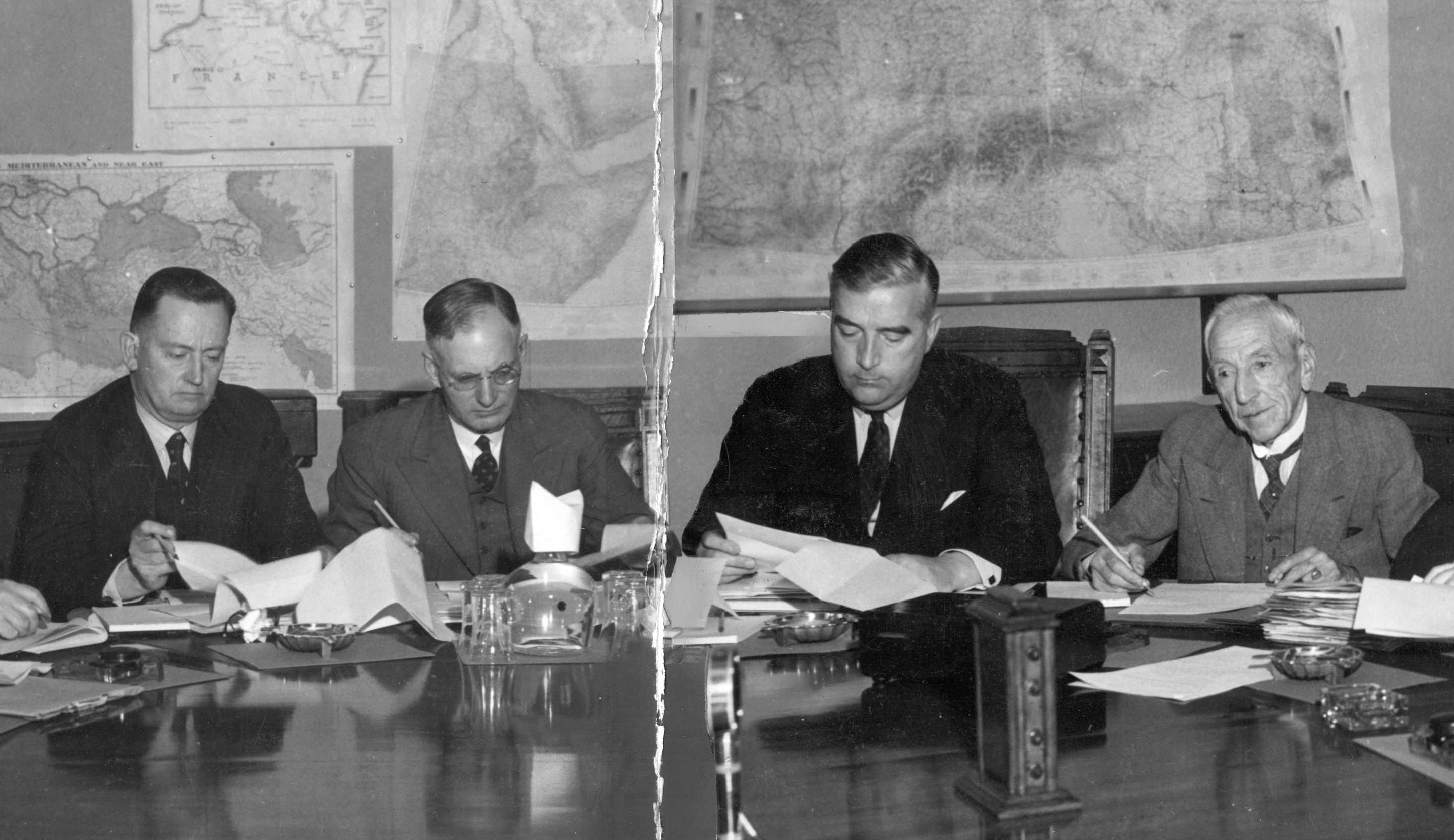
أربعة رؤساء وزراء أستراليين - فورد، كورتين، مينزيس، و هيوز - في اجتماع لمجلس الحرب الاستشاري في عام 1940.

كان أصغر ثلاثة أشخاص عندما أصبحوا رؤساء وزراء لأول مرة:
- كريس واتسون - 37
- ستانلي بروس - 39
- روبرت مينزيس - 44

 أقدم ثلاثة أشخاص عندما أصبحوا رؤساء وزراء هم:
- جون ماكوين - 67
- وليام مكماهون - 63
- مالكولم تيرنبول - 60

الأشخاص الثلاثة الصغار الذين غادروا وزارة رئيس الوزراء كانوا:
- كريس واتسون - 37
- آرثر فادن - 46 سنة 5 أشهر 22 يومًا
- ستانلي بروس - 46 سنة 6 أشهر 7 أيام

وكان كبار الأشخاص الثلاثة الذين كانوا في آخر الأمر يغادرون رئاسة وزارة رئيس الوزراء:
- روبرت مينزيس - 71
- جون هوارد - 68
- جون ماكوين – 67

## القائمة والجدول الزمني
كان رئيس الوزراء الأطول خدمة في ذلك المنصب هو السير روبرت مينزيس، الذي شغل المنصب مرتين: من 26 أبريل 1939 إلى 28 أغسطس 1941، ومرة أخرى من 19 ديسمبر 1949 إلى 26 يناير 1966. في المجموع روبرت مينزيس قضى 18 سنة و 5 أشهر و 12 يوما. في الوزارة وقد. خدم تحت حزب أستراليا المتحدة والحزب الليبرالي على التوالي.
كان رئيس الوزراء الذي صاحب أقصر مدة خدمة هو فرانك فورد، الذي تم تعيينه في المنصب في 6 يوليو 1945 بعد وفاة جون كورتين، وخدم حتى 13 يوليو 1945 عندما تم انتخاب بن شيفلي قائدا لحزب العمال الأسترالي.
1901–1915 (resigned)